# 246P/NEAT
246/NEAT是一颗周期彗星，由近地小行星追踪和哈莱阿卡拉山的1.2米反射望远镜与2004年3月28日发现。它于2011年1月14日获得了永久编号246P。
它是一颗准希尔达彗星。因为木星的摄动，2005年、2013年和2021年通过近日点时一次比一次更接近太阳。这颗彗星在轨道上运转的全过程都是可以观测到的。